# Allan Lawrence (athlétisme)
Ne doit pas être confondu avec Al Lawrence.
Pour les articles homonymes, voir Allan Lawrence et Lawrence.
Allan Cleave Evan Lawrence, dit Al Lawrence (né le 9 juillet 1930 à Punchbowl (Nouvelle-Galles du Sud) et mort le 15 mai 2017 à Houston (Texas)) est un athlète australien puis américain, spécialiste du 10 000 mètres. Il mesurait 1,71 m pour 61 kg.

## Carrière

### Palmarès
| Date | Compétition                                     | Lieu      | Résultat | Épreuve       | Performance   |
| ---- | ----------------------------------------------- | --------- | -------- | ------------- | ------------- |
| 1954 | Jeux de l'Empire britannique et du Commonwealth | Vancouver | 8e       | 6 miles       | 30 min 18 s 8 |
| 1956 | Jeux olympiques d'été                           | Melbourne | 3e       | 10 000 mètres | 28 min 53 s 6 |

### Records
| Épreuve       | Performance    | Lieu | Date |
| ------------- | -------------- | ---- | ---- |
| 10 000 mètres | 28 min 53 s 54 |      | 1956 |